# Traversée des Andes (guerre d'Indépendance du Chili)
 (septembre 2018).
Si vous disposez d'ouvrages ou d'articles de référence ou si vous connaissez des sites web de qualité traitant du thème abordé ici, merci de compléter l'article en donnant les références utiles à sa vérifiabilité et en les liant à la section « Notes et références ».
Guerre d'indépendance du Chili
La Traversée des Andes désigne un ensemble de manœuvres réalisées entre le 12 janvier et le 8 février 1817 par l'Armée des Andes des Provinces Unies du Rio de la Plata. Le but était de traverser, depuis la région de Cuyo (Argentine) jusqu'au Chili, la Cordillère des Andes avec une force de 4 000 soldats réguliers et 1 200 miliciens, en vue d'affronter les troupes royalistes fidèles à la Couronne Espagnole, qui se trouvaient dans ce pays. Cette expédition faisait partie du plan développé par le Général José de San Martín pour mener à bien l'Expédition Libératrice de l'Argentine, du Chili et du Pérou.
La Traversée des Andes est considérée comme l'un des plus grands événements historiques argentins, ainsi que comme l'un des plus grands exploits de l'histoire militaire universelle,,,,,. Certains auteurs la considèrent comme faisant partie d'un ensemble d'actions liées au Plan Maitland (Royaume-Uni).

## Genèse
Avec la révolution de Mai, en 1810, a débuté la Guerre d'indépendance de l'Argentine, partie d'un ensemble de révolutions contre la monarchie espagnole ayant eu lieu sur la totalité du continent sud-américain. Après les premiers succès, l'avancée du mouvement a rapidement été ralentie, en raison de la résistance et de la répression mise sur pied par les secteurs américains et péninsulaires loyaux à la Couronne d'Espagne, qui maintenait son centre de pouvoir au Pérou.

## Organisation

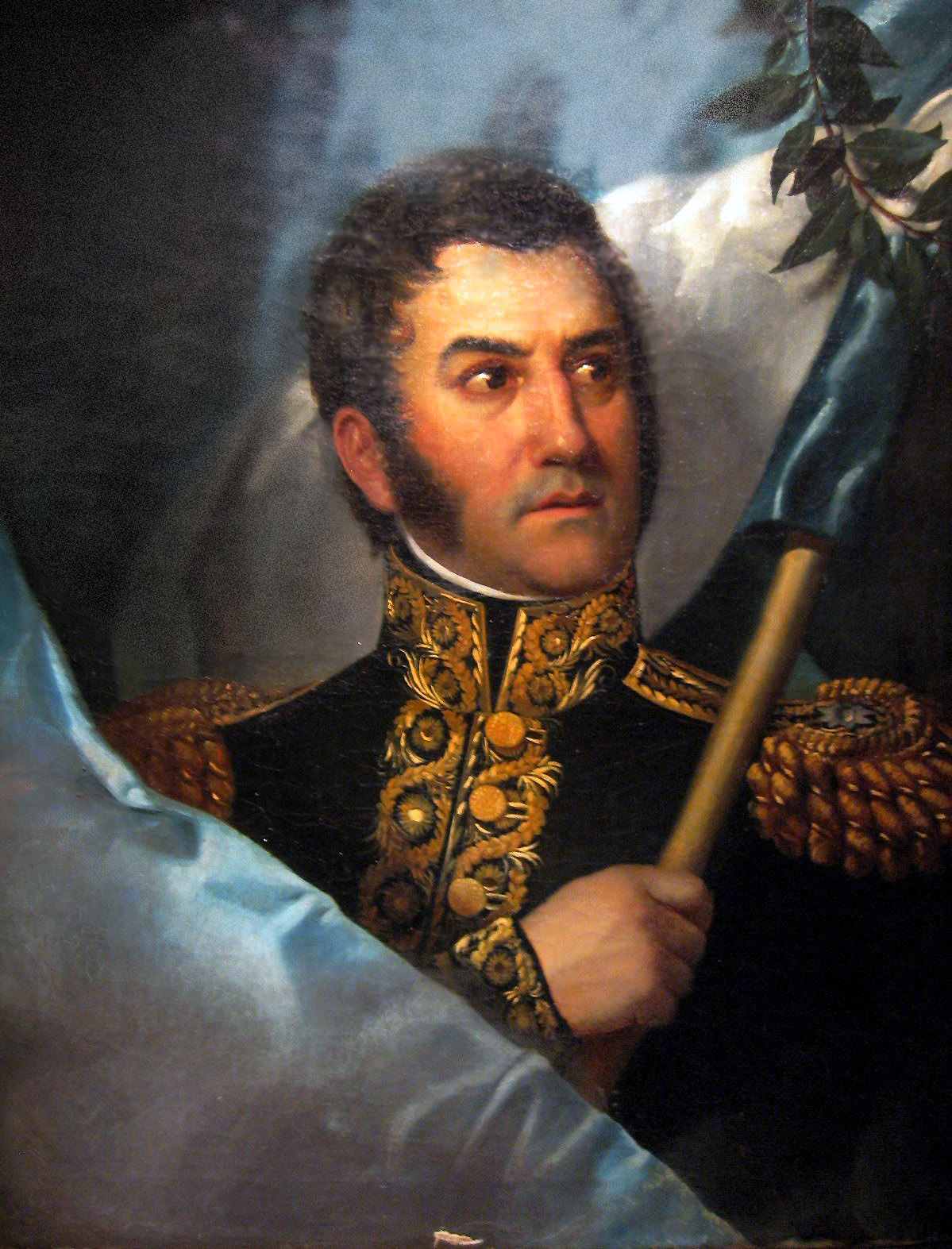
Portrait officiel de José de San Martin, artiste inconnu (1827 ou 1829)

Pour mener à bien son plan, San Martín se rendit à Mendoza le 7 septembre 1814 avec l'idée d'organiser une petite armée disciplinée dans la province de Cuyo. Près de là, entre le 1er et le 2 octobre de la même année, eut lieu au Chili la Bataille de Rancagua. Les forces patriotiques chiliennes y furent vaincues. Une partie du reste de cette armée traversa alors la cordillère en direction de Mendoza, laissant le Chili entre les mains des royalistes. San Martín reçut et incorpora une partie de ces troupes chiliennes - commandées par Andrés del Alcazar et Bernardo O'Higgins - au sein de ses propres troupes, qui comptaient déjà environ 1 000 hommes. L'autre partie, dirigée par José Miguel Carrera, refusa de faire partie de la nouvelle armée. Au même moment, San Martín incorpora le Bataillon des Auxiliaires Argentins (également appelés Auxiliaires du Chili), revenu de sa mission au Chili aux ordres du colonel Juan Gregorio de Las Heras sur ordre du gouvernement des Provinces Unies du Rio de la Plata, après avoir pris connaissance du Traité de Lircay.
San Martín nomma le Docteur Hipólito de Villegas, jurisconsulte chilien, exilé par les frères Carrera, comme fondé de pouvoir pour l'Armée des Andes. Ce dernier avait pour rôle de percevoir les fonds pour assurer le ravitaillement des troupes. Il tenta de mettre rapidement son armée en état de combattre, craignant que les troupes royalistes ne traversent la cordillère pour attaquer Mendoza. Des détachements royalistes avaient en effet été aperçus à El Portillo, Las Flechas y Ladera de las Vacas dans le Col de la Cumbre. Malgré ces mouvements, les craintes de San Martín ne devinrent jamais réalité, le chef des forces royalistes au Chili, Casimiro Marcó del Pont, ayant considéré comme irréalisable la traversée des montagnes par une armée.
C'est ainsi que San Martín s'est consacré en 1815 et 1816 a former l'Armée des Andes, et à la préparer pour la traversée de la Cordillère des Andes en vue d'attaquer les royalistes chiliens. Le 9 juillet 1816, les Provinces Unies du Rio de la Plata déclarèrent leur indépendance. Juan Martín de Pueyrredón fut élu Directeur Suprême, ce qui permit au général San Martín de recevoir le plein appui du gouvernement central pour améliorer et consolider son armée. La ville de Mendoza se transforma alors en une grande caserne et fabrique militaire : la quasi-totalité de la population de Cuyo participa à l'élaboration de poudre à canon et de munition, apprit à fondre des canons, tisser des étoffes et coudre des vêtements. Une fonderie d'armes fut construite, avec à sa tête le franciscain fray Luis Beltrán, un corps de cavalerie sous les ordres d'Antonio Álvarez Condarco, et des services médicaux dirigés par le médecin Diego Paroissien. 
Au milieu de l'année 1816, San Martín s'installa dans les environs immédiats de la ville de Mendoza, au campement de El Plumerillo, d'où il constitua son Etat Major. San Martín avait mis en place un plan complet pour tromper l'ennemi (Guerre de Sape), via l'envoi d'espions et la diffusion chez les indigènes de la rumeur comme quoi ils traverseraient les Andes par un passage plus au sud, plus aisé. Les amérindiens Pehuenches communiquèrent ces éléments aux royalistes du Chili, qui alors dispersèrent leurs troupes, perdant la possibilité de résister. Le gros de l'armée traversa les Andes par les cols de Los Patos à San Juan (commandés par le Général José de San Martín), et celui de Uspallata à Mendoza, tous deux considérés comme impossible à traverser. Cela permit à l'armée de couper les lignes défensives royalistes et de se diriger directement à Santiago du Chili, après avoir traversé plus de 500 km de cordillère et de pré-cordillère.

### Troupes

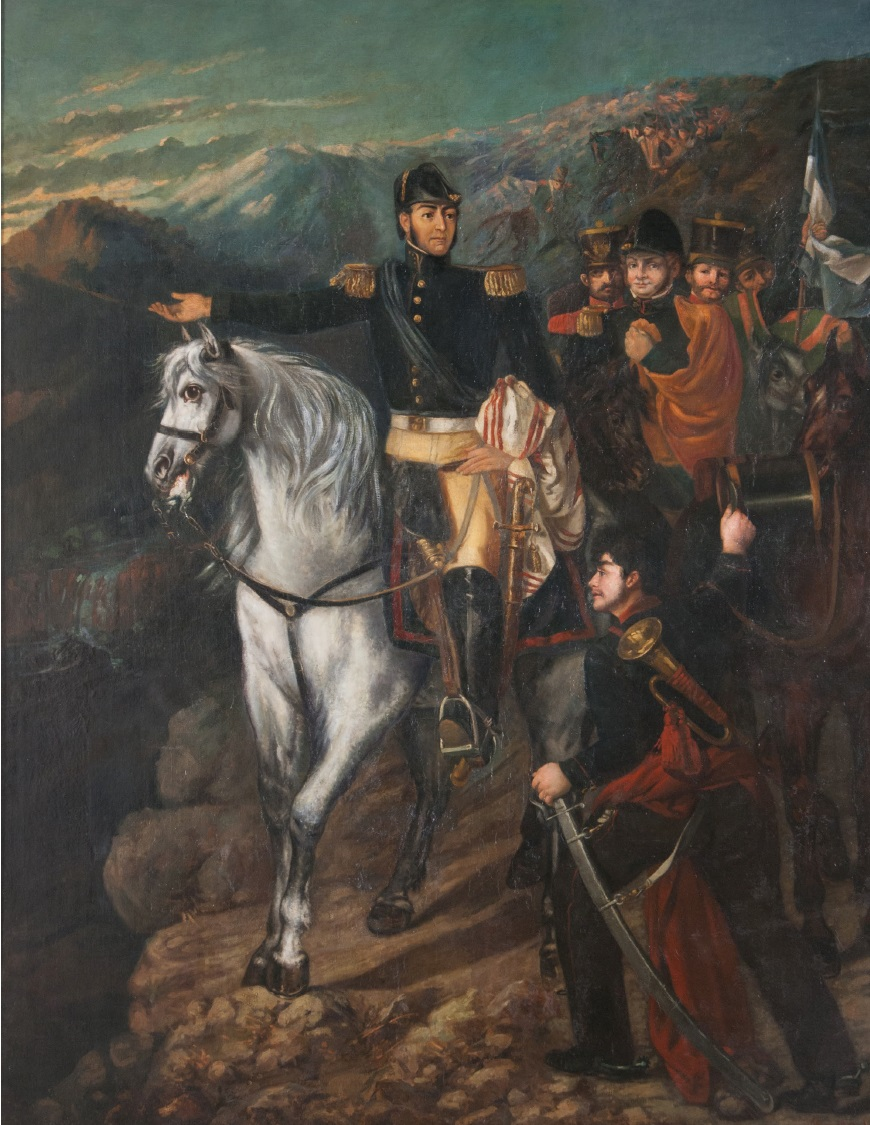
Traversée des Andes (San Martín et O'Higgins) - huile sur toile de Martín Boneo (1865).

L'armée se composait d'approximativement 3 800 soldats argentins (dont une partie de l'Armée Patriotique Chilienne), 1 200 miliciens comme troupes auxiliaires (pour le transport des vivres et munitions), 120 sapeurs et 21 pièces d'artillerie.

### Moyens de transport
1 600 chevaux de guerre et 10 000 mules furent utilisés pour la traversée, de manière que chacun puisse se déplacer sur une monture.

### Armes
L'armée disposait de 22 canons, 2 000 boulets, 1 129 sabres et 5 000 fusils à baïonnette.

### Alimentation
L'alimentation des troupes était composée essentiellement de valdiviano, plat à base de viande séchée (charqui) écrasée, de graisse, de tranches d'oignon cru et d'eau bouillante. Les colonnes qui transportaient les vivres étaient à l'arrière-garde. Elles portaient plus de quatre tonnes de charqui, des galettes de maïs, 113 charges de vin, de l'aguardiente pour lutter contre le froid nocturne, de l'ail et des oignons pour lutter contre le soroche (mal des montages), 600 têtes de bétail pour la viande fraîche, du fromage et du rhum.

### Manteaux
En plus des uniformes, les troupes portaient des ponchos de San Luis, des couvertures et des protections en flanelle. Le froid était si intense que même les animaux durent être protégés par des couvertures.

## Etat de santé du Général San Martín
San Martín souffrait d'ulcères, et pendant de nombreuses portions du trajet, affaibli par la douleur, il dut être transporté sur un brancard. Lors du retour à Buenos Aires, après la première traversée, ces douleurs firent empirer son état de santé.

## Drapeau

Drapeau de l'Armée des Andes et de la Province de Mendoza.

À la demande de San Martín, les dames de Mendoza cousirent une bannière, qui fut brodée à la main.  Quand l'armée embarqua pour le Pérou à Valparaíso, elle voyagea avec un drapeau chilien à trois étoiles agrégées. Pour cette raison, San Martín laissa le drapeau de l'Armée des Andes en dépôt au Gouvernement chilien. Après avoir renoncé au protectorat du Pérou, et en revenant par Mendoza, le général annonça au gouvernement provincial que le drapeau était au Chili. Il fut alors réclamé et transféré à Mendoza. Actuellement, ce drapeau se trouve dans un édifice créé pour le conserver. Le Mémorial du Drapeau de l'Armée des Andes fut inauguré le 17 août 2012. On peut également y trouver deux drapeaux capturés lors de la Bataille de Chacabuco.
San Martín avait une idée très précise des couleurs que devait avoir la bannière : bleu clair et blanc. L'épouse du Libertador, Remedios et son amie, Laureana Ferrari, ont cherché les tissus. Après les avoir obtenus, Remedios s'est occupé de la couture et ses amis de la broderie. On estime que l'écu d'armes qui orne le centre du drapeau fut dessiné par le Capitaine Bermúdez ou le Sergent Antonio Arcos. Laureana Ferrari écrivit que l'ovale de l'écu fut conçu par une certaine dame de Huisi et les mains dessinées par le brigadier Soler ; elle indiqua également que les paillettes d'or furent prises sur deux de ses éventails (qui sont aujourd'hui exposés au Musée Historique National). L'ovale et le soleil de l'écu furent décorés avec des rosettes de diamant et des perles de ses propres colliers et ceux de Remedios.
Le 5 janvier 1817 - peu de jours avant le départ de l'armée - le drapeau fut béni dans la cathédrale de Mendoza. Après la cérémonie, San Martín pris la bannière et se dirigea vers la Grand Place, où les troupes se trouvaient alignées. Devant elles, il déclara : "Soldats : Ceci est le premier drapeau indépendant qui a été hissé en Amérique". Il l'agita ensuite trois fois, au milieu d'un indescriptible et joyeux bruit de cloches, de tirs, de vivats et de musiques.

## La traversée
« Ce qui m'empêche de dormir n'est pas l'opposition que je pourrais rencontrer chez mes ennemis, mais bien l'idée de traverser ces immenses montagnes. »

— Lettre de San Martín à Tomás Guido, du 14 juin 1816
La Traversée des Andes a débuté le 5 janvier 1817.
L'Armée des Andes, en formation a El Plumerillo (à 7 km de Mendoza), abandonna le campement et commença la traversée par les cols de Los Patos et d'Uspallata. Ces chemins abrupts assuraient les chances d'arriver par surprise. La traversée dura 21 jours, avec l'aide de baqueanos (guides). L'altitude maximale atteinte dépassait les 4 000 mètres.
Le plan de campagne était de diviser les troupes en deux colonnes (principale et secondaire) et quatre détachements.
Colonne principale : formée de trois colonnes sous les commandements respectifs de Miguel Estanisalo Soler (avant-garde), San Martín et O'Higgins, chacune avec la réserve à une journée de distance. Elle prit le chemin du col de Los Patos.
Colonne secondaire : dirigée par Juan Gregorio de Las Heras, elle prit la route du col de Uspallata. Elle était suivie à deux jours de distance par Luis Beltrán avec le parc et l'artillerie.
Les forces principales arrivèrent de l'autre coté de la cordillère entre le 6 et le 8 février 1817.

« Le 17 commence le départ de l'avant-garde. Les mesures sont prises pour cacher le point d'attaque à l'ennemi. Si cela réussit et qu'ils nous laissent poser le pied dans la plaine, la victoire est assurée. En bref, nous ferons tout notre possible pour que les choses soient bien faites, sinon, que le diable nous emporte »

— Lettre de San Martín à Tomás Guido, du 13 janvier 1817

### Chiffres de la traversée
- Hommes : 5 424 (comprenant notamment 3 généraux, 28 chefs, 207 officiers et 2 106 grenadiers)
- Canons transportés : 26
- Avancée moyenne : 28 km par jour.
- Distance parcourue : 800 km
- Altitude moyenne : 3 000 mètres. Altitude maximale : plus de 4 000 mètres.
- Variation de température : 40 °C, entre la température la plus élevée du jour (30 °C) et la plus basse de la nuit (−10 °C).